# Viola oreades
Viola oreades M.Bieb. – gatunek roślin z rodziny fiołkowatych (Violaceae). Występuje naturalnie na Półwyspie Krymskim, Przedkaukaziu, Zakaukaziu, w Turcji oraz północnym Iranie. 

## Morfologia
PokrójBylina dorastająca do 3–16 cm wysokości, tworzy kłącza.
LiścieZebrane w rozetę. Blaszka liściowa ma jajowaty lub podługowato eliptyczny kształt. Mierzy 7–10 mm długości oraz 3–15 mm szerokości, jest karbowana na brzegu, ma sercowatą nasadę i tępy wierzchołek. Ogonek liściowy jest nagi. Przylistki są pierzasto-wrębne i osiągają 3–25 mm długości.
KwiatyPojedyncze, wyrastające z kątów pędów. Mają działki kielicha o podługowato lancetowatym kształcie i dorastające do 8–13 mm długości. Korona kwiatu mierzy 2,5-3,5 cm średnicy. Płatki są odwrotnie jajowate i mają żółtą lub niebieskopurpurową barwę, dolny płatek posiada obłą ostrogę o długości 4-9 mm.
OwoceTorebki mierzące 5-9 mm długości, o jajowatym kształcie.

## Biologia i ekologia
Rośnie na skalistych zboczach i łąkach w strefach subalpejskiej i alpejskiej. Występuje na wysokości od 2000 do 3200 m n.p.m. Kwitnie od maja do lipca, natomiast owoce pojawiają się od lipca do września. 